# Anni 890
Gli anni 890 sono il decennio che comprende gli anni dall'890 all'899 inclusi.

## Eventi, invenzioni e scoperte

Sacro Romano Impero alla morte di Arnolfo. In rosso i territori di Carlo il Semplice, in verde quelli di Arnolfo, in rosa quelli di Lamberto II di Spoleto, in blu quelli di Berengario e in arancione quelli di Ludovico il Cieco.

### Sacro Romano Impero
- 21 febbraio 891: Guido II di Spoleto, pro-pronipote di Carlo Magno, diventa imperatore del Sacro Romano Impero. Con lui inizia la dinastia dei Guidoni.
- Novembre 894: Morte di Guido II di Spoleto. Gli succede il figlio Lamberto II, il cui titolo di imperatore viene però contestato dal re della Francia Orientalis, Arnolfo di Carinzia.
- 15 ottobre 898: Morte di Lamberto II. Arnolfo diventa ufficialmente imperatore del Sacro Romano Impero.
- 8 dicembre 899: Morte di Arnolfo. Il titolo di imperatore rimane vacante fino al 901, quando verrà assegnato a Ludovico il Cieco.

#### Francia Orientalis
- 891: I Vichinghi provenienti dal Regno di Danimarca invadono la Lotaringia, ma il re Arnolfo riesce a scacciarli.
- 894: Arnolfo scende in Italia, dove si trovava l'imperatore Guido II di Spoleto, e conquista Milano e la capitale, Pavia. Qui viene incoronato re d'Italia.
- 8 dicembre 899: Morte di Arnolfo. Gli succedono Ludovico IV il Fanciullo come re della Francia Orientalis, Ludovico il Cieco come re d'Italia e Sventibaldo come re della Lotaringia. Intanto Pavia e Milano si ribellano.

#### Francia Occidentalis
- 893: Il re Oddone subisce una congiura da Folco il Venerabile (aiutato da Arnolfo), che porta all'incoronazione di Carlo il Semplice come re della Francia Occidentalis. Inizia così una guerra tra i due.
- 897: Carlo il Semplice si riconosce come ribelle e termina la guerra civile con Oddone, che lo perdona e lo nomina suo successore.
- 3 gennaio 898: Oddone muore e gli succede Carlo il Semplice.
- 899: Carlo il Semplice invade la Francia Orientalis, arrivando fino ad Aquisgrana. Tenta di impossessarsi della Lotaringia (della quale diventerà re nel 911), ma viene scacciato da Sventibaldo, il re della Lotaringia.

### Europa

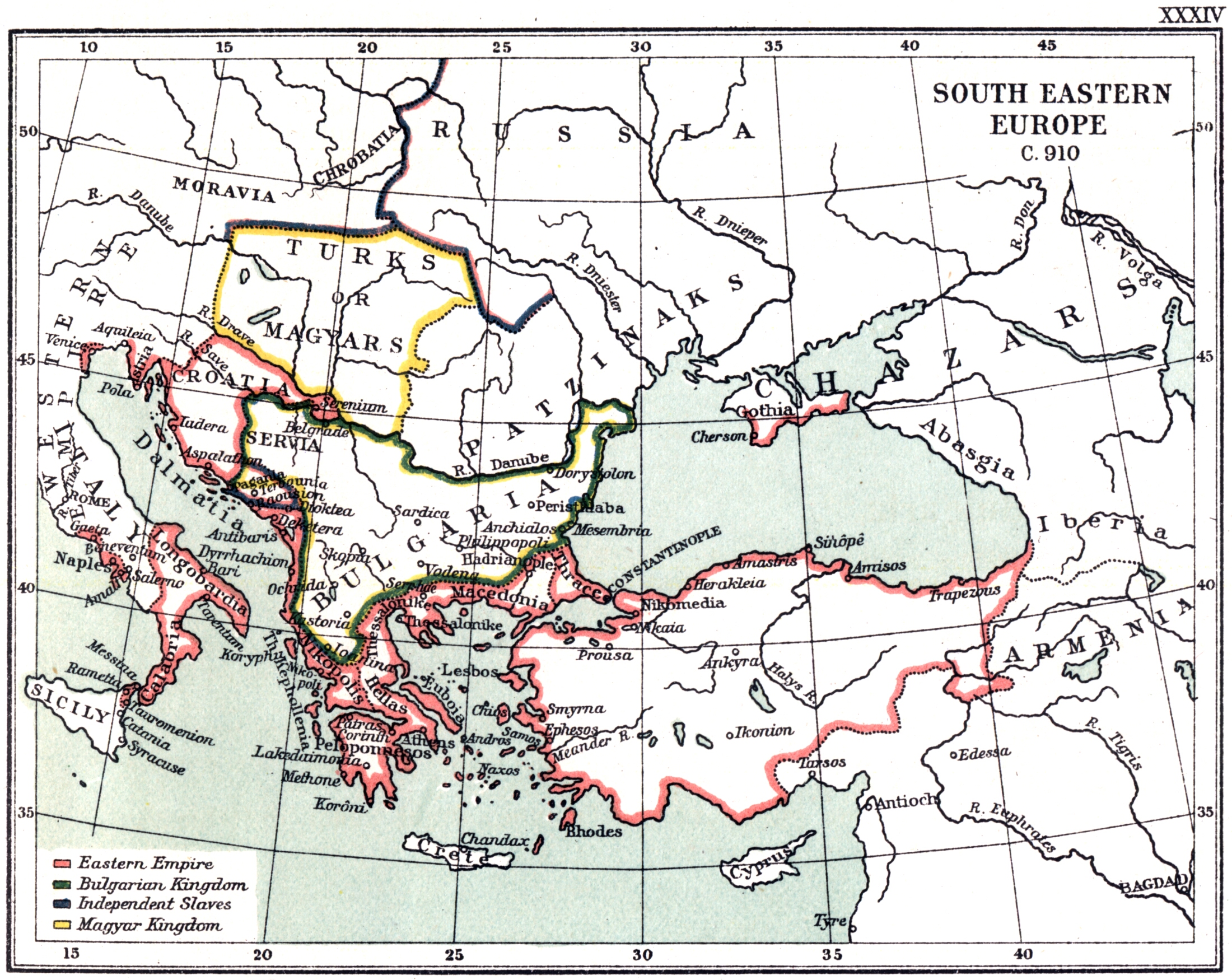
Impero bizantino (confini rosa) alla fine del regno di Leone VI.

#### Impero romano d'Oriente
- 894: I bulgari, guidati dallo Zar di Bulgaria Simeone, conquistano i Balcani ed iniziano ad invadere il territorio imperiale di Leone VI.
- 895: Il cortigiano Scillai tenta una congiura ai danni dell'imperatore, ma viene scoperto e giustiziato.

#### Repubblica di Venezia
- 891: L'entroterra veneto viene devastato dalla discesa degli Ungari. Dopo essere riusciti a colpire anche il Ducato saccheggiando alcune località costiere, essi puntarono verso la capitale ma, a causa della loro inesperienza in mare, furono respinti da una flotta allestita dal Doge, Pietro Tribuno.

### Altro

#### Religione
- 6 ottobre 891: Morte di Papa Stefano V. Gli succede Formoso.
- 4 aprile 896: Morte di Formoso. Gli succede Bonifacio VI.
- 26 aprile 896: Morte di Bonifacio VI. Gli succede Stefano VI.
- 897: Sinodo del cadavere.
- 14 agosto 897: Morte di Stefano VI. Gli succede Romano.
- Novembre 897: Morte di Romano. Gli succede Teodoro II.
- Dicembre 897: Morte di Teodoro II. Gli succede Giovanni IX.

## Personaggi
- Guido II di Spoleto
- Arnolfo di Carinzia
- Sventibaldo
- Simeone
- Leone VI
- Scillai